# Schwetzingen
Schwetzingen – miasto w Niemczech, w kraju związkowym Badenia-Wirtembergia, w rejencji Karlsruhe, w regionie Rhein-Neckar, w powiecie Rhein-Neckar. Leży ok. 9 km na zachód od Heidelbergu, przy autostradzie A6, drogach krajowych B36, B291 i linii kolejowej Mannheim–Bazylea.

## Współpraca
- Francja: Lunéville
- Węgry: Pápa
- Włochy: Spoleto
- Stany Zjednoczone: Fredericksburg